# Snickerdoodle

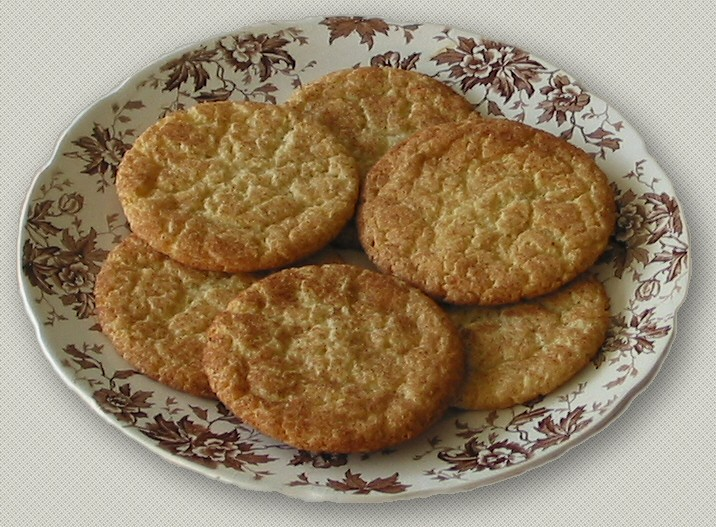
Plato de snickerdoodles.

Las snickerdoodles son un tipo de galletas de azúcar hechas con crémor tártaro y bicarbonato de sodio, rebozadas en azúcar y canela. Aunque en las recetas modernas, se utiliza la levadura química en lugar del crémor tártaro y el bicarbonato de sodio.
Son muy fáciles de hacer y se conservan muy bien durante varios días. Se caracterizan por tener la superficie agrietada y pueden ser crujientes o blandas según el gusto y el tiempo de horneado. Las bolas de masa rebozadas en canela y azúcar pueden ser aplastadas y decoradas con un tenedor (quedarán unas galletas finas y crujientes) o bien pueden dejarse intactas para que se fundan dentro del horno (quedarán unas galletas gruesas y tiernas). Existen muchas variantes para esta antigua receta y muchas preferencias en cuanto a su textura, pero todas conducen a una riquísima galleta de nombre extraño.

## Etimología
Hay muchas teorías al respecto del origen de su extraño nombre que van desde un posible origen germánico (Schneckennudeln) hasta la mera anécdota (un héroe de principios del siglo XX llamado Snickerdoodle), pasando por una tradición de la región norteamericana de Nueva Inglaterra que consistía en poner nombres divertidos a las galletas.